# Jaylen Crim
Jaylen Crim (ur. 2 listopada 1998 w West Sacramento) – amerykańska piłkarka występująca na pomocnika.

## Kariera juniorska
Od 2016 roku grała w River City High School. Była czterokrotną zdobywczynią tytułu MVP w lidze uniwersyteckiej. Zdobyła 123 gole w 83 meczach ligi uniwersyteckiej. 

### Saint Mary's Gaels
W sezonie 2016/2017 grała w zespole Gaels SMC California Athletics. Uzyskała wówczas jedną bramkę grając w 6 meczach. W sezonie 2017/2018 wystąpiła we wszystkich 19 meczach. Zajęła drugie miejsce pod względem zdobytych bramek (zdobyła 2 gole). W sezonie 2018/2019 ponownie wystąpiła 19 razy grając w barwach Saint Mary's Gaels zdobywając 3 gole. Również 19 razy zagrała w sezonie 2019/2020, zdobyła wówczas 5 goli i 3 asysty.

## Kariera klubowa

### Hapoel Raanana
Od sezonu 2021/2022 rozpoczęła profesjonalną grę dołączając do izraelskiego klubu Hapoel Raanana.

### Maccabi Kishronot Hadera
W sezonie 2022/2023 grała w barwach izraelskiego zespołu Maccabi Kishronot Hadera.

### Pogoń Szczecin
Pod koniec sierpnia 2023 roku związała się z Pogonią Szczecin. Wystąpiła w 21 meczach, zdobywając dziewięć bramek i pięciokrotnie asystując. Razem z Pogonią Szczecin, w czerwcu 2024, zdobyła mistrzostwo 22. kolejki Orlen Ekstraligi. W lipcu 2024 roku przedłużyła swój kontrakt z Pogonią. W sezonie 2024/2025 zagrała w dwóch meczach eliminacyjnych do UEFA Women's Champions League, zdobyła jedną bramkę w meczu przeciwko izraelskiej drużynie Kiryat Gat.